# 大河內輝聲
大河內輝聲（日语：／ Ōkōchi Teruna，1848年11月10日—1882年8月15日），原名松平輝聲，號桂閣、墨水逸人，日本江戶時代末期大名，上野國高崎藩最後一任藩主。高崎藩大河內松平家11代。
輝聲是第9代藩主松平輝聽的長子，母親是堀田正睦之女。幼名恭三郎，元服後，取名松平輝照，後改名松平輝聲。1859年（安政6年）前往江戶拜謁德川家茂。1860年（萬延元年）繼承家督之位。1862年（文久2年）敘從五位下右京亮。1864年（元治元年）奉命鎮壓天狗黨，在下仁田與天狗黨交戰，但被擊敗。1866年（慶應2年），他重用內村宜之，對藩政和軍政進行現代化，招募農民組成「強心隊」。同年任甲府城代。1867年（慶應2年）任奏者番，後任陸軍奉行並，不久辭職。1868年（慶應4年）戊辰戰爭爆發後，他將自己的松平姓改為大河內，隨後上洛。
在幕末動亂時期，為了維持巨額軍費、以及維持譜代大名的體面，他對藩內課以重稅，引起藩民的不滿。1869年（明治2年）奉還版籍，被任命為高崎藩的知藩事，仍統治舊領。數千名高崎領民數次發起示威，要求取消重稅，但都遭到輝聲的鎮壓，輝聲將其領導者逮捕處決。1871年（明治4年）廢藩置縣，他被免去知藩事之職。
輝聲的漢學修養很深，是一個中國文化愛好者。他曾多次訪問清國公使館，與公使何如璋、參贊黃遵憲進行文化交流，《大河內文書》就是他與清國外交官員的筆談記錄。